# 魚雷戦ゲーム
魚雷戦ゲーム（ぎょらいせんゲーム）は、エポック社から発売された対戦型のボードゲーム。海戦をモチーフとしたゲームの一種であるが、海戦ゲームとは別物である。

## 概要
まず、自分の側の戦艦（的）を3つセットする。その後、自分の側の魚雷発射管に魚雷（直径8mm程のパチンコの玉のようなもの）をセットする。準備ができたら相手側の戦艦を照準器（鏡）で狙い、魚雷を発射する（どういうわけか、戦艦の洋上にある艦砲を模したものから魚雷が飛んでいく）。ただし、'67年版、'68年版、'74年版には照準器が搭載されていない。魚雷は盤上を転がり、狙いが良ければ相手の戦艦に当たる。ミニチュアの戦艦の底部にはヨットのバラスト・キールのような部分が有り、この部分に魚雷が当たると容易に沈没する（落ちる）。分配される魚雷は6発で、双方がそれを撃ち尽くすまで戦い、成績の良かった方が勝者となる。1967年から2009年5月までに7つのバージョンがエポック社により制作発売されてきた。最新バージョンは現在でも入手可能である。（2009年5月現在）

## 歴史
- 1967年 - 初代「魚雷戦ゲーム」発売。魚雷（直径8mm程のスチールボール）を射出する部分は金属製の板をスロープ状にした物で出来ている。
- 1968年 - 2代目。2連式発射管（連動式発射管）を搭載した。「ニュー魚雷戦ゲーム」の名前で製品化された（別バージョンがあるとされている）。撃沈された戦艦と魚雷を受ける溝が若干広くなり、ゲーム終了後の取り出しが若干容易になった。また、魚雷射出部分が二列の滑り台状のものに変更された。しかし、命中精度は前バージョンとほとんど変わらない。
- 1971年 - 3代目「新魚雷戦ゲーム」（リフレクトスコープ〔照準器〕搭載）発売。本バージョンのリフレクトスコープは魚雷発射管（砲台）の中央に内蔵されている。ゲーム本体に歪みが無く、水平を保てた場所でこの機能を利用するとかなり高い命中率を得ることが出来る。ところが、スコープの覗き穴と魚雷（スチールボール）投入口が近接しているため誤って覗き穴に魚雷を入れてしまうことがある。一度入ってしまうと取出しがなかなか困難で、ピンセットなどの道具を使うか、ゲーム盤本体そのものを逆さまにして出すしかない。また発射管の真ん中に付加されたことによりデザイン上にも違和感が生じた。この内蔵型リフレクトスコープが本バージョンのみで廃止されたのはこういった事が原因だったのかもしれない。
- 1974年 - 4代目「魚雷戦ゲーム」発売。盤全体がリニューアルされる。砲台も砲門が2門から3門に増え、よりスタイリッシュなデザインに変更された。その一方で、魚雷（スチールボール）の射出口は一本化され、見かけ上は砲塔を3門持つが、一度に放てる魚雷は1発になった。また、これに伴い'71年版（3代目）で採用された内蔵型リフレクトスコープが廃止された。
- 1976年 - 5代目「魚雷戦ゲーム」発売。リフレクトスコープが再び搭載される。'71年版のリフレクトスコープは魚雷発射管（砲台）に内蔵されたものだったが、本バージョンから魚雷発射管と連動する外付けタイプとなった。魚雷発射管（砲台）は'74年版と同じだが、底面のパーツのみ外付けリフレクトスコープと連動する形状に変更された。
- 1989年 - 6代目「アストロウォーズ」宇宙戦をテーマにした作品。戦艦のミニチュアも敵と味方で赤と黄色に色分けされ、形状も宇宙空母と宇宙戦闘機をイメージした物に変更された。魚雷発射管などその他のパーツは形成色を変えただけで'74年版と同じ物が流用されている。舞台設定は変わったがこれまでのシリーズと同様の遊び方が基本となる。新規機能として‘ブラックホール'と‘敵襲回避機能'が追加された。ブラックホールは磁石を内蔵した直径3cm弱の丸いパーツで、これを各プレーヤーの陣地手前に配置することで光子ミサイル（スチールボール）の直進を妨げゲームの難易度を高める事が可能となった。またこの機能は宇宙を舞台とした戦いをイメージするのにも役立っている。敵襲回避機能は魚雷発射管と外付けリフレクトスコープに連動しており、そのどちらかを動かすことによって宇宙空母および戦闘機を前後に1cm程度移動させ、味方艦を敵の放った光子ミサイルから回避させることを可能にした新機能である。しかし、時にはこの回避行動が仇となり、逆に自分から光子ミサイルに当たってしまうこともある。
※同じエポック社が発売したLCDゲームのアストロウォーズや1984年発売のスーパーカセットビジョン用ソフトとは同名の別製品。
- 2004年8月 - カプセル玩具版「魚雷戦ゲーム」　『伝説のアクションゲーム70'』と題してエポック社が70年代に発売したアクションゲームのミニチュア版がカプセル玩具として発売され、そのラインナップに魚雷戦ゲームも含まれていた。実際に遊べる作りになっているが、盤のサイズが約5.6cm×3.8cm、戦艦の全長が5mm、魚雷（スチールボール）の直径が3mm以下と極小で、戦艦配置の段階でかなりの集中力を要することとなる。魚雷発射管に発射レバーは無く、魚雷（スチールボール）を投入口に入れたと同時に発射される。また、このセットには紙製のミニチュアで再現されたパッケージも含まれており、ゲーム本体は‘初代'か‘ニュー'を模した物であるのに対し、パッケージは'71年版を模している。
- 2005年3月19日 - 7代目「魚雷戦ゲーム」（「連動式発射管」「リフレクトスコープ」「敵襲回避機能」を搭載し、パッケージデザインは3代目の「新魚雷戦ゲーム」を踏襲）発売。アストロウォーズ発売後、他のアナログゲーム共々長らく販売終了とされていたが、21世紀以降に起こったアナログゲームの再発売ブームの流れにのり、発売に至った。
- 2008年8月 - カプセル玩具版「魚雷戦ゲーム」　『野球盤50周年＆思い出のアクションゲーム スペシャル』 と題して発売されたカプセル玩具に再び魚雷戦ゲームがラインナップされた。紙製のミニチュア版パッケージが割愛されてしまったが、それ以外は2004年に発売された物と同様である。